# Mrzky
Mrzky är en ort i Tjeckien.   Den ligger i regionen Mellersta Böhmen, i den centrala delen av landet, 28 km öster om huvudstaden Prag. Mrzky ligger 248 meter över havet och antalet invånare är 121.
Terrängen runt Mrzky är lite kuperad. Runt Mrzky är det ganska glesbefolkat, med 23 invånare per kvadratkilometer. Närmaste större samhälle är Černý Most, 17,7 km väster om Mrzky. I omgivningarna runt Mrzky växer i huvudsak blandskog.